# Императорская римско-католическая духовная академия

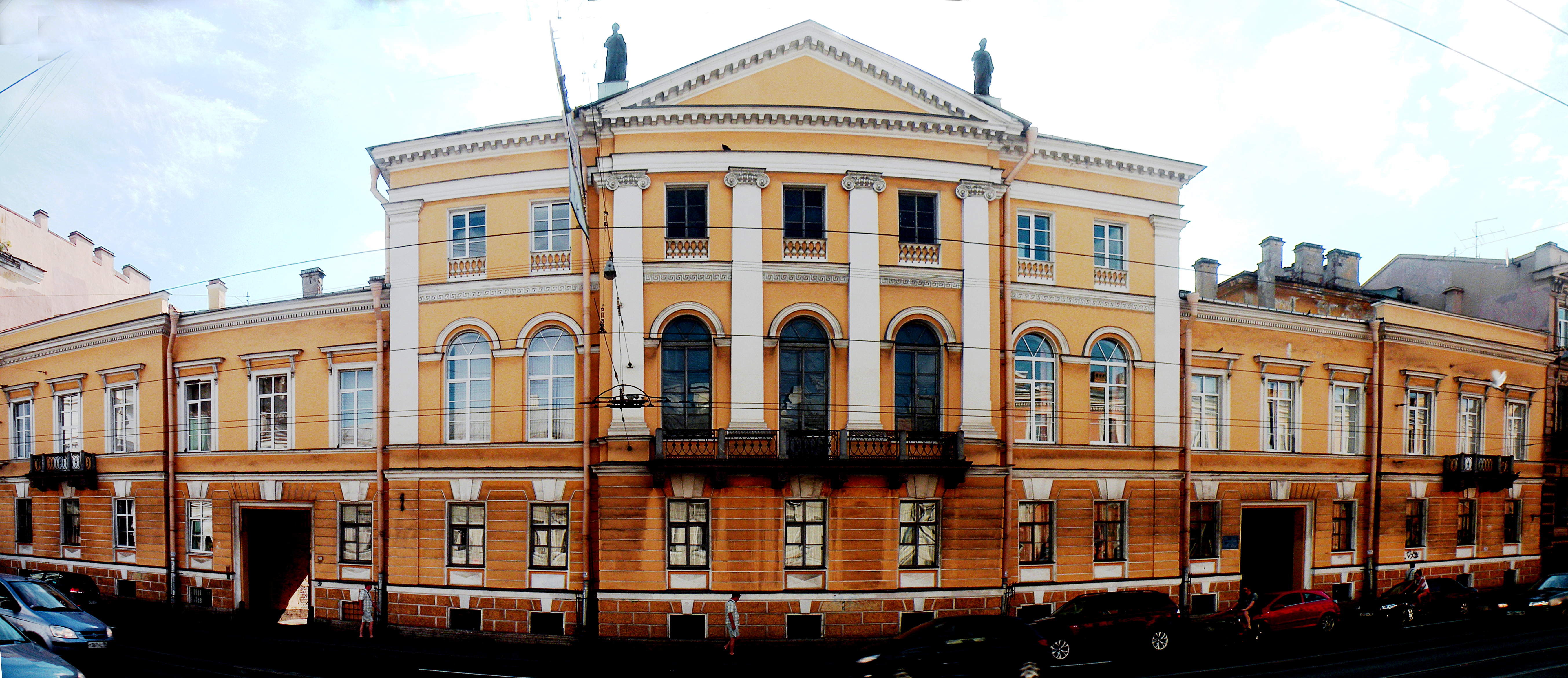
Здание бывшей Императорской Римско-католической духовной академии

Римско-католическая духовная академия в Санкт-Петербурге — римско-католическое богословское высшее учебное заведение, действовавшее в 1842—1918 годах для просвещенного служения Церкви в виде пастырской, преподавательской и научно-богословской деятельности.

## История

### Основание
После закрытия в 1832 году Виленского университета из главной семинарии и богословского факультета указом императора Николая I (от 1 июля 1833) была образована Римско-католическая духовная академия. В 1842 году на базе переведённой в столицу из Вильно духовной католической академии была создана Императорская Римско-католическая духовная академия.
С 1842 года академия первоначально помещалась в Петербурге в здании, нанятом у купца Локотникова, между Ивановской и Грязной улицами, а с 1844 года переведена в особо для этой цели перестроенное здание по 1-й линии Васильевского острова, где и удостоилась посещения императора Николая I, который, утвердив её устав, возвысив ежегодный доход до 40000 руб. и подчинив ей все епархиальные семинарии империи, даровал название «Императорской». Освящена 22 июня 1844 года епископом Казимиром Дмоховским.

### Деятельность
Академия готовила священнослужителей для католического населения Российской империи, в основном для Царства Польского. Курс обучения — четырёхлетний.
В академии преподавались курсы Святого Писания, библейской археологии, догматического, нравственного и пастырского богословия, канонического права, церковной истории, философии, гомилетики, патрологии, русской и латинской словесности, русской истории и языки греческий, еврейский, русский, французский и немецкий. В 1888—1889 учебном году было 58 учащихся.
В академии было назначено 7 профессоров, 4 адъюнкта и 3 лектора и открыты кафедры Св. Писания, библейской археологии и герменевтики; богословия догматического, нравственного и пастырского; логики и нравственной философии; церковной истории; гомилетики теоретической и практической с польскою словесностью; словесностей латинской, греческой и русской, всеобщей и русской истории и языков древнееврейского, французского и немецкого; преподавание происходило на латинском или на русском языках. Управление поручено «совету» (regimen), непосредственно подчинявшемуся духовной Римско-Католической коллегии и министру внутренних дел и состоявшему, под председательством ректора, избираемого министром, из двух суфраганов, или прелатов, представляемых Коллегией и утверждаемых императором, из инспектора, избираемого Коллегией и утверждаемого министром, двух профессоров из мирян, избираемых советом и утверждаемых Коллегией и эконома. Духовные предметы могли преподаваться лишь духовными лицами, прочие же предоставлялись преимущественно мирянам. В 1839 году академия получила право присуждать ученые степени: студента, кандидата, магистра и доктора богословия или канонического права (последние 2 степени с утверждением министра). Лишь докторам богословия или канонического права предоставлено право быть возводимыми в сан епископа и занимать высшие церковные должности.
62 выпускника академии впоследствии были удостоены епископского сана. Её выпускниками были З. Щ. Фелинский, впоследствии причисленный к лику святых и Юргис Матулайтис, причисленный к лику блаженных.

### Перевод в Польшу
Существовала до 1918 года, когда под угрозой закрытия её большевиками после революции 1917 года у её ректора о. Идзи Радзишевского возникла идея создания высшего католического учебного заведения в независимой Польше.
Задачами нового университета его основатели, в числе которых был ряд видных польских интеллектуалов, считали формирование новой католической интеллигенции. Кроме чисто религиозных дисциплин в университете должны были преподаваться различные научные дисциплины в духе гармонии науки и веры.
Организационный комитет университета был создан в феврале 1918 года в Петрограде. Комитет выбрал город Люблин местом расположения нового теологического университета. В апреле 1918 года архиепископ-митрополит Эдвард фон Ропп передал будущему университету все права Петроградской академии. 27 июля 1918 года план создания католического университета был одобрен Конференцией архиепископов Польши, на тот момент возглавляемой нунцием Акилле Ратти (позднее папой Пием XI). В июле 1922 года университет переехал в здание бывшего доминиканского монастыря в Люблине. Таким образом возник Католический университет Люблина, а перевезенное из Петрограда собрание книг заложило основу библиотеки университета.

## Ректоры
- Игнатий Головинский (1842—1855)
- Доминик Стацевич[5]
- Симон Мартин Козловский (1877—1883)
- Францишек Сымон (1884—1897)
- Александр Каковский (1910—1913)
- Идзи Бенедикт Радзишевский (1913—1918)

## Известные преподаватели и выпускники
- Абрантович, Фабиан
- Баранаускас, Антанас
- Боровский, Каспер
- Ветманьский, Леон
- Годлевский, Винцент
- Йонас Мачулис (Майронис)
- Карпович, Михаил Франциск
- Лозинский, Зигмунд
- Матулайтис, Юргис
- Менжинский, Рудольф Игнатьевич
- Нововейский, Антоний Юлиан
- Цепляк, Ян
- Фальковский, Чеслав
- Фелинский, Зигмунт Щенсный
- Фульман, Марианн-Леон Аарон Янович